# Antonie Brandeisová
Antonie (Antonietta) Brandeisová (13. ledna 1849, Miskovice u Kutné Hory – 20. března 1926, Benátky) byla česká malířka.

## Život

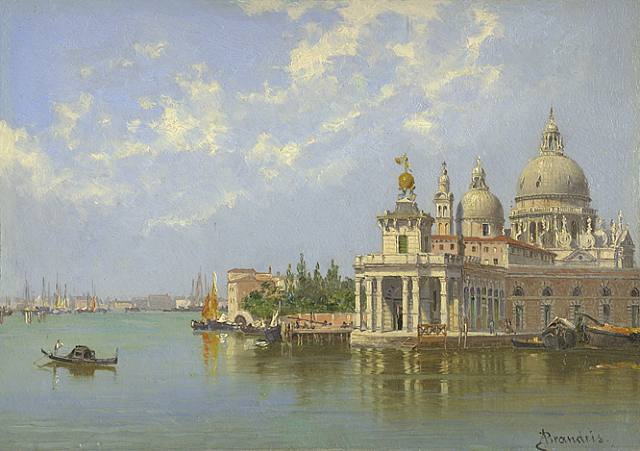
Piazzetta, Benátky

Studovala v Uměleckém ateliéru malíře historických obrazů Karla Javůrka v Praze. Po smrti jejího otce se matka Josefína Dravhozvall provdala za benátčana Giovanni Nobile Scaramella a brzy poté se rodina přestěhovala do Benátek. Antonietta byla první ženou, která roku 1867 studovala na tamní Akademii krásných umění. Jejími učiteli byli Michelangelo Grigoletti and Napoleone Nani (kresba), Domenico Bresolin (krajina), Pompeo Marino Molmenti (malba) and Federico Moja (perspektiva). V letech 1866–1872 je její jméno opakovaně zmiňováno mezi oceněnými studenty v publikaci benátské Akademie „Elenco alunni premiati Accademia Venezia in Atti della Reale Accademia di Belle Arti in Venezia degli anni 1866–1872“.
Po ukončení studia žila v Benátkách a 27. října 1897 se provdala za rytíře a důstojníka italského jezdctva Antonia Zamboni. Svá díla vystavovala na společných výstavách Krasoumné jednoty v Praze, zúčastnila se mezinárodní výstavy v Melbourne (1880), Mezinárodní výstavy akvarelů v Římě v roce 1906 a vystavila svá díla ve Společnosti krásných umění ve Florencii mezi 1907 a 1908. Po roce 1906 posílala většinu svých obrazů k prodeji do Londýna. Její manžel Antonio Zamboni zemřel 11.3. 1909 a Brandeisová pak žila po zbytek života ve Florencii na Via Mannelli, kde měla domov i ateliér. Podle poslední vůle ze dne 1. ledna 1922 odkázala své dědictví sirotčinci ve Florencii. a většina jejích obrazů byla prodána na veřejné aukci roku 1926. Čtyři obrazy odkázala Moderní galerii v paláci Pitti.
I po roce 2000 patří mezi žádané umělce. Pohled na Benátky s kostelem Santa Maria del Salute se v Soteheby’s prodal za 20 400 liber (900 tisíc korun)., Benátský kanál v aukci Dorotheum za 21 600 liber. Její obrazy jsou podepsány Brandeis nebo Antonio Brandeis.

## Dílo

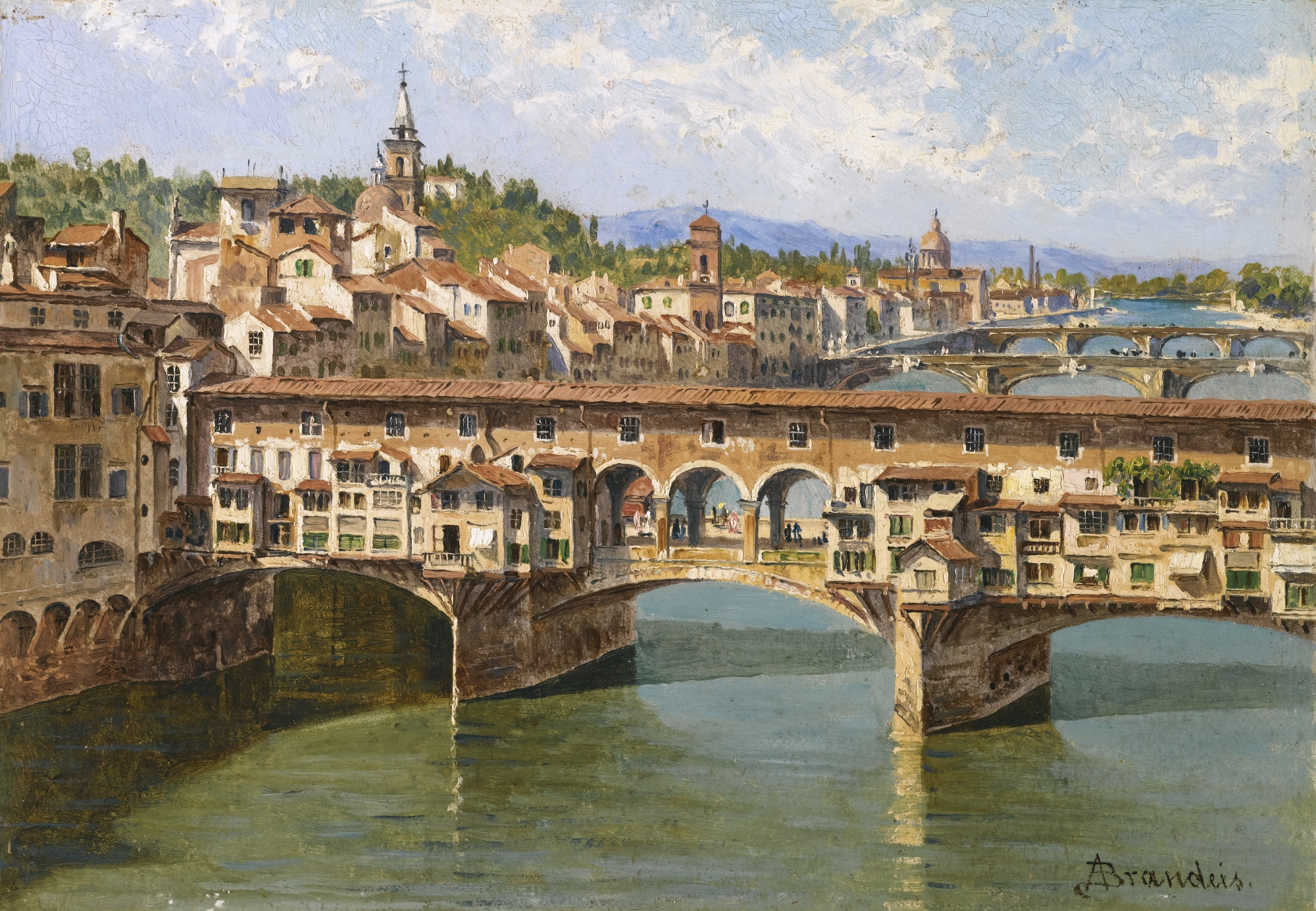
Ponte del Vecchio, Florencie

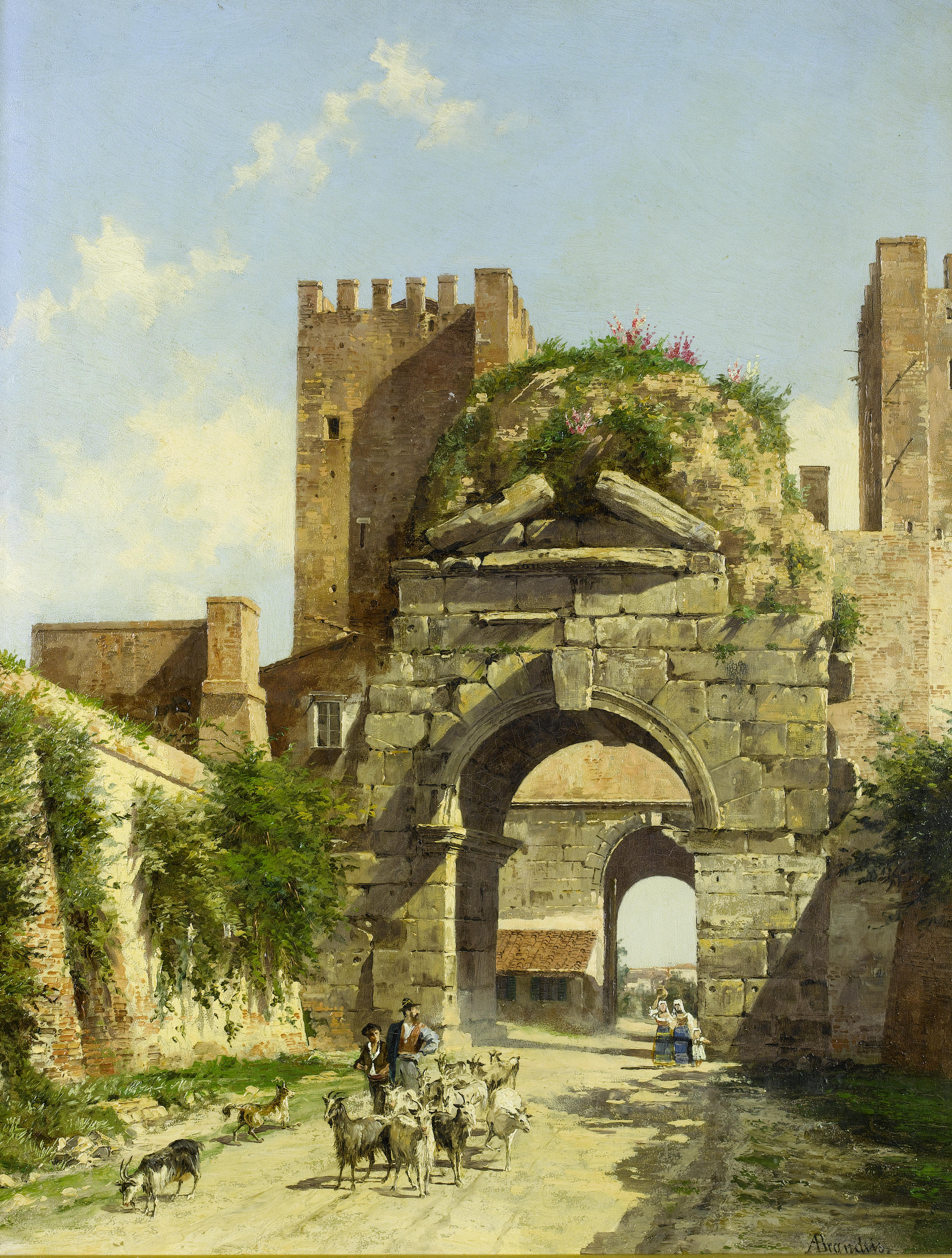
L'Arco di Druso, Řím

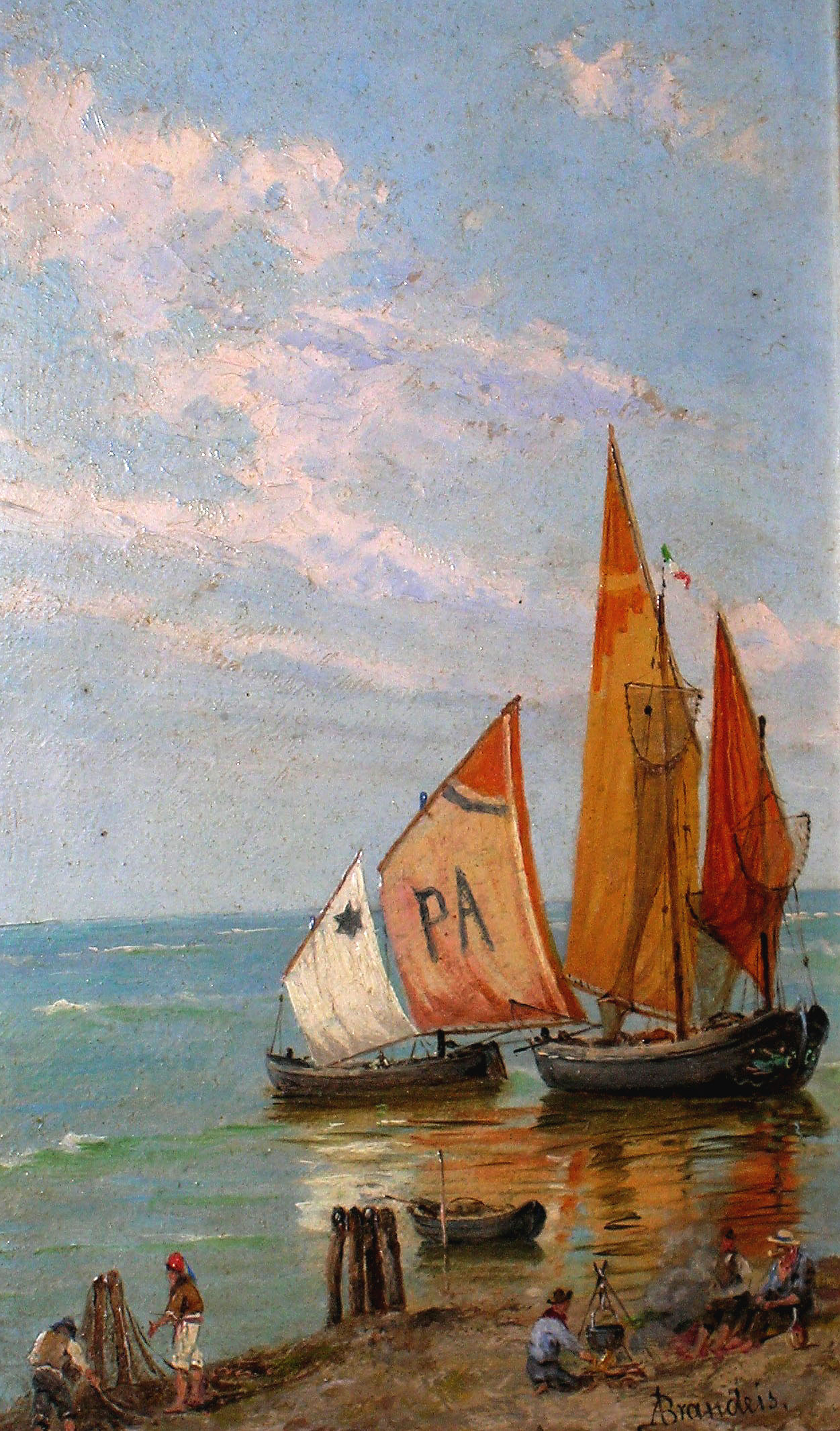
Brandeis: Seegelschëffer

Brandeisová zdokonalila své umění během studií na benátské Akademii a stala se vynikající malířkou vedut v tradici 19. století, zaměřené na detail a světlo. Byla malířkou městské architektury a městských zákoutí v Benátkách (Most Rialto, Ponte dei Sospiri, La Dogana, náměstí sv. Marka, Santa Maria de la Salute, Dóžecí palác, Zlatý palác, Benátské gondoly), Římě (Andělský hrad, L'Arco di Druso, Colosseum, Tempo di Vesta), Bologni a Florencii (Most zlatníků, Baptisterium, Zahrady Boboli).
Malovala také na mořském pobřeží, v Alpách (Berchtesgaden, 1889) a byla autorkou několika oltářních obrazů na různých místech ostrova Korčula v Chorvatsku (Hlavní oltář kaple Sv. Lukáše na městském hřbitově, katedrála, kostel svatého Víta v Blato a farní kostel Smokvica). Pro tamní katedrálu zhotovila kopii centrálního panelu triptychu z benátského kostela Santa Maria Gloriosa dei Frari (Giovanni Bellini).

### Zastoupení ve sbírkách (výběr)
- Innocenti Institute, Florencie
- Gallery of Modern Art at the Pitti Palace, Florencie
- University of Virginia Art Museum
- Gloucester City Museum and Art Gallery
- Revoltella Museum, Terst
- soukromé sbírky v Čechách a v zahraničí

### Poznámka
1. ↑  Datum a místo narození a datum úmrtí jsou nejisté. Zdroje uvádějí rozmezí data narození 1848–1850[1], jako místo narození též Myslkovice (italská Wikipedie). Datum úmrtí uvádějí některé zdroje 1910.[2]